# Adolf E. Licho
Adolf E. Licho, né le 13 septembre 1876 à Krementchouk, Gouvernement de Poltava (Empire russe aujourd'hui Ukraine) et mort le 11 octobre 1944 à Los Angeles (États-Unis), était un acteur, réalisateur et scénariste russe. Il a surtout tourné pour le cinéma allemand avant de s'expatrier à l'aube de la 2ème guerre mondiale.

## Filmographie partielle
Comme acteur
- 1918 - 1919 : Keimendes Leben de Georg Jacoby
- 1918 : Der gelbe Schein de Victor Janson et Eugen Illés (en)
- 1920 : De l'aube à minuit (Von morgens bis mitternachts) de Karl Heinz Martin
- 1922 : Lucrèce Borgia (en) de Richard Oswald
- 1927 : L'Amour de Jeanne Ney (Die Liebe der Jeanne Ney) de Georg Wilhelm Pabst
- 1930 : Alraune (en) de Richard Oswald
- 1933 : Le Testament du docteur Mabuse (Das Testament des Dr. Mabuse) de Fritz Lang
- 1938 : Le Drame de Shanghaï de Georg Wilhelm Pabst
- 1938 : Gibraltar de Fedor Ozep
- 1941 : Chasse à l'homme (Man Hunt) de Fritz Lang
- 1941 : Ève a commencé (It Started with Eve) de Henry Koster
- 1942 : Jeux dangereux (To Be or Not to Be) d'Ernst Lubitsch
- 1942 : Le Fruit vert (Between Us Girls) de Henry Koster
- 1942 : Lune de miel mouvementée (Once Upon a Honeymoon) de Leo McCarey
- 1942 : Quelque part en France (Reunion in France) de Jules Dassin
- 1943 : Mission à Moscou (Mission to Moscow) de Michael Curtiz
- 1943 : Un espion a disparu (Above Suspicion) de Richard Thorpe
- 1943 : Hitler's Madman de Douglas Sirk
- 1944 : Les Mains qui tuent (Phantom Lady) de Robert Siodmak
- 1944 : Les Blanches Falaises de Douvres (The White Cliffs of Dover) de Clarence Brown
- 1944 : Jours de gloire (Days of Glory) de Jacques Tourneur
- 1944 : Le Masque de Dimitrios (The Mask of Dimitrios) de Jean Negulesco
- 1944 : La Septième Croix (The Seventh Cross) de Fred Zinnemann